# 戴维·布莱克韦尔
戴维·哈罗德·布莱克韦尔（David Harold Blackwell，1919年4月24日—2010年7月8日），美国统计学家、加利福尼亚大学伯克利分校统计学名誉教授，拉奥-布莱克韦尔定理的提出者之一。 布莱克韦尔是美国国家科学院的首位黑人院士，也是加利福尼亚大学伯克利分校首位黑人终身教员。

## 早年
戴维·布莱克韦尔生于美国伊利诺伊州的小镇森特勒利亚，是四个孩子中的长子。父亲格罗弗·布莱克韦尔是机械维修工人，为伊利诺伊中央铁路工作，母亲玛贝尔·约翰逊·布莱克韦尔是家庭妇女。他有两个弟弟J.W.和约瑟夫，一个妹妹伊丽莎白。他的爷爷为他留下了不少藏书，就是在这些家庭藏书中他获得了最早的代数学知识，他的一个叔叔也引导他学习数学。